# 联邦领地
联邦领地（英語：federal territory），简称领地，是指联邦制国家中直接从属于最高政府（联邦政府）司法管辖权下的行政区 ，包括联邦授权的自治区、直辖区和属地。联邦领地属于联邦成员，但不像联邦州那样在宪法上享有与联邦政府共同的主权。与受直辖的联邦地区（federal district）不同，领地虽在宪法和预算上依属联邦政府，但仍可能拥有相当程度的自治权，至于自治程度取决于联邦愿意分权多少。

## 例子

### 澳大利亚
澳大利亚联邦除了六个州以外共拥有十个领地，其中三个是与澳洲本土相连的内部领地（internal territory），其余七个是离岸的外部领地（external territory）。
内部领地
- 北领地（自治区）
- 澳大利亚首都领地（自治区）
- 杰维斯湾领地（联邦直辖区）

外部领地
- 诺福克岛（属地）
- 圣诞岛（属地）
- 科科斯（基林）群岛（属地）
- 阿什莫尔和卡捷岛（属地）
- 珊瑚海群岛（属地）
- 赫德岛和麦克唐纳群岛（属地）
- 澳大利亚南极领地（属地，有争议）[1]

### 加拿大
加拿大的人口主要定居在北纬60度线以南的十个省，剩余的广大北部地区由三个领地组成。
- 西北地区
- 努纳武特
- 育空

### 印度
已设置立法议会
- 德里国家首都辖区
- 查谟和克什米尔
- 本地治里

未设置立法议会
- 安达曼-尼科巴群岛
- 昌迪加尔
- 达德拉-纳加尔哈维利和达曼-第乌
- 拉克沙群岛
- 拉达克[2]

### 巴基斯坦
- 伊斯兰堡首都区

### 马来西亚
- 吉隆坡
- 纳闽
- 布城

### 尼日利亚
- 联邦首都特区

## 历史上的联邦领地

### 巴西
巴西的联邦宪法虽然提及领地，但是现今并没有联邦领地。直至1988年，巴西曾有过三个领地——费尔南多·迪诺罗尼亚（现在是伯南布哥州的一个直辖区）、阿马帕和罗赖马，现在都是被全权承认的州。在1943年到1982年之间，朗多尼亚州也曾是个联邦领地。

### 德国

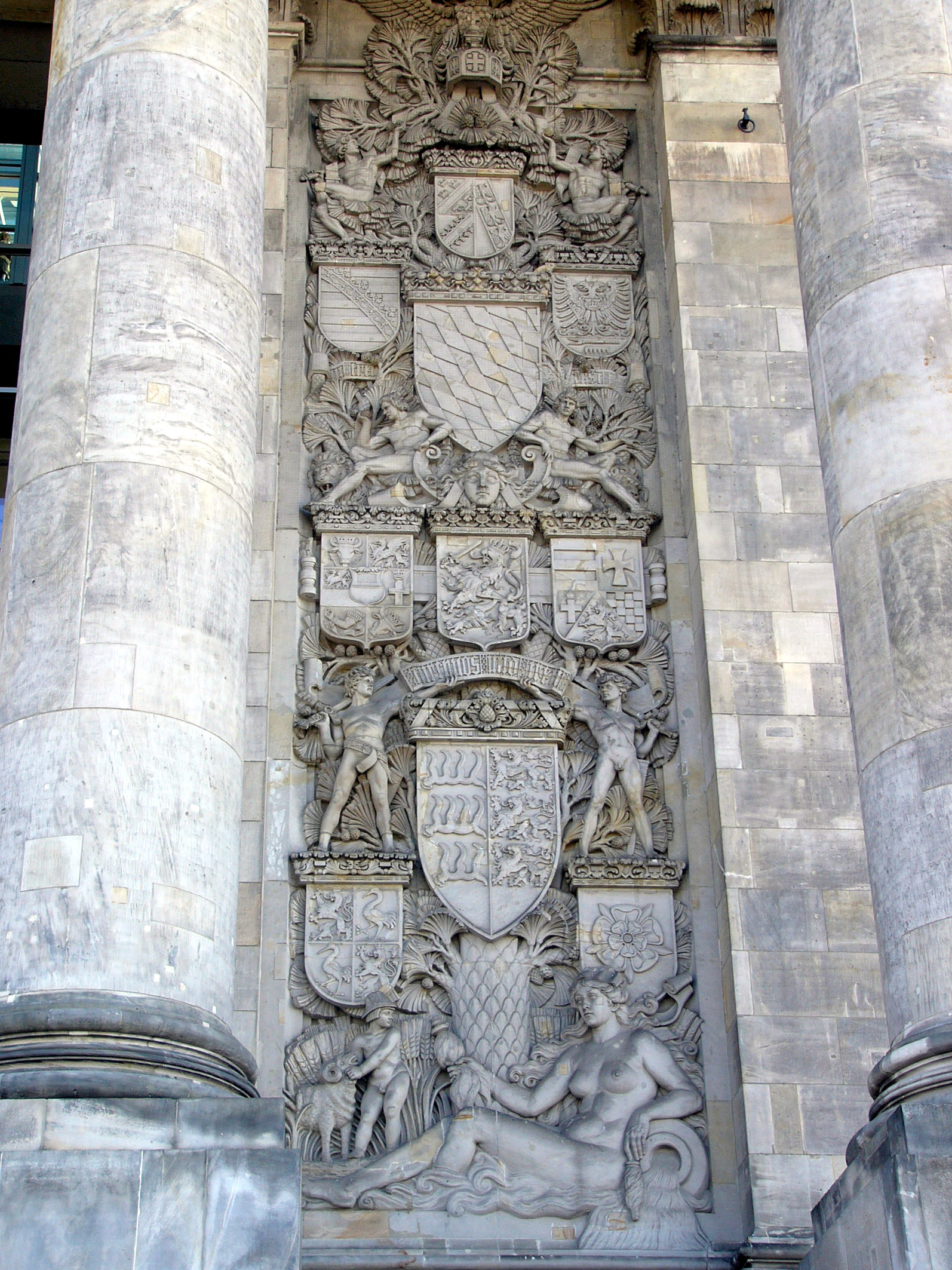
阿尔萨斯-洛林的纹章仍在德国国会大厦的最顶部

德意志帝国是个王室和城邦国组成的联盟。在普法战争之后，德意志吞并了阿尔萨斯和洛林的大部分地区。虽然这两个法国地区大多是德语区（都曾是神圣罗马帝国的领土），但是大部分人口都反对并入德国。这也就是说，如果给这两个不习惯当时德意志法律和政治体系的新地区赋予联邦州的地位，就可能会助长分裂主义；而像德意志统一战争中将石勒苏益格-荷尔斯泰因合并入普鲁士那样去处理新领地，又会招致不甘居于普鲁士之下的南部诸州的反对。将新领地的并入巴伐利亚和巴登的议题又遭到了军方的反对，认为治理如此重要的边境地区必须由柏林发号施令。作为妥协，俾斯麦成功提出将阿尔萨斯和洛林建制成一个由帝国政府直辖的领地——阿尔萨斯-洛林帝国直辖领 (德語：Reichsland Elsaß-Lothringen)。这在当时的德国很是另类，因为所有的德意志邦国都是自治。
在第一次世界大战之后，法国重新并吞了阿尔萨斯-洛林地区。至此之后，除了中央集权的纳粹德国政府外，德国国家政府再也没有控制过任何一个领地。德意志联邦共和国基本法也没有提供可以合法建立联邦领地（包括首都领地）的途径。

### 美国
美利坚合众国的许多州在获得联邦州地位之前都是领地或其它领地的一部分，比如路易斯安那领地、密西西比领地、俄勒冈领地、阿拉斯加领地和夏威夷领地。在成为州之前，这些领地通常被证实定义为“合并建制领土”，也就是说政府的司法管辖权在正式组织上和联邦标准相符并不可分割，而不是保护国属性。合并领地并不隶属任何州，也不可以像“非合并”属地 那样可以随意买卖和割让。